# Hljeb (otok)
Hljeb je hrid u blizini Cavtata i pripada Cavtatskim otocima. Hrid je djelomično prekrivena oskudnom vegetacijom.
Površina hridi iznosi 5344 m2. Duljina obalne crte iznosi 387 m, a iz mora se uzdiže 11 metara.
Hrid je dio ornitološkog rezervata galeba klaukavca.

## Vanjske poveznice
- Fotografije hridi Hljeb  Arhivirana inačica izvorne stranice od 24. travnja 2015. (Wayback Machine) (ciopa.hr)